# اندیس منیزیت قطارجنگ
منیزیت قطارجنگ یک اندیس فلزی است که در حوالی شهر زاهدان استان سیستان و بلوچستان قرار دارد و مادهٔ معدنی موجود در آن، منیزیت است.سنگ میزبان این اندیس فلیش است و دیرینگی آن به دوران پالئوسن می‌رسد.